# David Brandt
Pour les articles homonymes, voir Brandt.
David Samuel Brandt est un avocat et homme politique de Montserrat qui a été ministre en chef de l’île du 22 août 1997 au 5 avril 2001.

## Biographie
David Brandt vient de Windy Hill, un village situé à l'est de Montserrat et se gagne d'abord une renommée comme joueur de cricket. Puis il étudie le Droit aux universités des Indes occidentales et de Londres. Il s'inscrit aux barreaux de Montserrat et d'Antigua-et-Barbuda en 1977. Il est élu pour la première fois au Conseil législatif de Montserrat lors des élections de février 1983, sous l'étiquette du Mouvement de libération du peuple (PLM) dirigé par John Osborne, Ministre en chef de l'époque. Mais il quitte le PLM en 1985 pour entrer entrer dans l'opposition comme indépendant. En 1987, il est réélu sous l'étiquette du Parti du développement national (NDP) de Bertrand Osborne, dont il est le numéro deux, mais il démissionne de ce parti en 1989, en désaccord avec Bernard Osborne sur l'Acte constitutionnel de 1989 et après les critiques de ce derniers sur le rôle de Brandt dans le secteur bancaire off shore. Il est réélu lors des élections de 1991.
En 1997, après la démission de Bertrand Osborne, il devient Ministre en chef. Il a des relations compliquées avec les membres de son propre gouvernement, mais la population semble apprécier son ton très vindicatif vis-à-vis du gouvernement du Royaume-Uni pour obtenir plus d'aide à la suite de l'éruption de la Soufrière. Deux de ses ministres démissionnent et l'obligent à demander la dissolution du Conseil législatif, il perd alors son siège lors des élections du 2 avril 2001. Il se retire alors de la vie politique.
En 2015, il est accusé d'avoir entretenu plusieurs relations sexuelles avec des mineurs.